# Panagiotis Kikianis
 (mars 2025).
Panagiotis Kikianis né le 8 mars 2005 à Adélaïde est un footballeur australien qui joue au poste de défenseur à Adélaïde United. 

## Carrière

### En club
Dans les catégories des jeunes, il joue à Fulham United, West Adelaide et Football SA NTC avant de rejoindre Adélaïde United en 2021. Le 6 septembre 2023, il signe son premier contrat professionnel. 
Le 4 juillet 2024, il prolonge son contrat pour une durée de cinq ans.  

### En sélection
Avec les moins de 20 ans, il participe à la coupe d'Asie en 2025 qui s'est jouée en Chine. Il joue cinq matchs et marque un but durant le tournoi et l'Australie remporte le titre. 

## Palmarès
Vainqueur de la coupe d'Asie des moins de 20 ans en 2025.